# Damaeus nidicola
Damaeus nidicola är en spindeldjursart som först beskrevs av Rainer Willmann 1936.  Damaeus nidicola ingår i släktet Damaeus, och familjen Damaeidae. Arten är reproducerande i Sverige.